# Danielle Chuchran

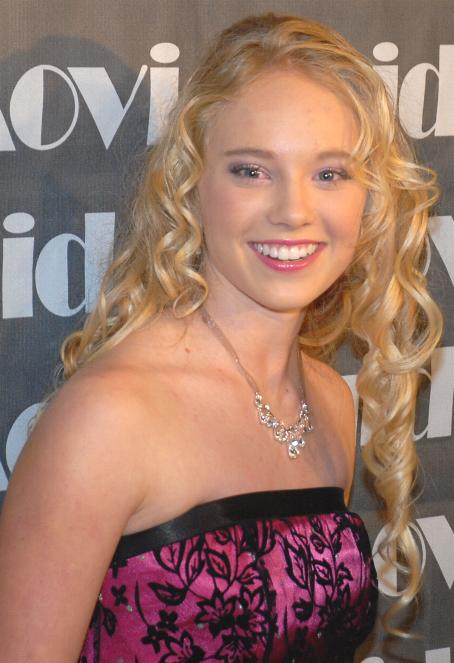
Danielle Chuchran (2008)

Danielle Ryan Chuchran (* 9. Juni 1993 in Upland, Kalifornien) ist eine US-amerikanische Schauspielerin. Sie ist auch unter dem Namen Danielle C. Ryan bekannt.

## Leben
Chuchran wuchs mit einem älteren Bruder und einer älteren Schwester im US-Bundesstaat Utah auf. Sie wirkte in jungen Jahren in Werbespots mit. Sie betreibt Reitsport und geht professionell dem Bogenschießen nach, beherrscht aber auch den Umgang mit Schusswaffen. Sie hat eine Leidenschaft für das Klettern und macht die Kampfszenen und Stunts in ihren Filmen selber.
2001 feierte sie mit den Spielfilmen Schuss ins Herz und Emilys Geheimnisse ihr Schauspieldebüt. Nach Besetzungen in einzelnen Episoden verschiedener Fernsehserien und Rollen in Filmen hatte sie 2005 die Rolle als Mary Ingalls in fünf Episoden der Mini-Fernsehserie Little House on the Prairie inne. Für ihre Leistung als Anna Mae Cottrell in Saving Sarah Cain wurde sie mit dem Young Artist Awards 2008 in der Kategorie Beste Hauptdarstellerin in einem Fernsehfilm, Miniserie oder Special ausgezeichnet. 2009 durfte sie im Film Das Geheimnis des wilden Mustangs eine der Hauptrollen verkörpern. 2013 hatte sie eine der Hauptrollen im Film Schattenkrieger – The Shadow Cabal, 2014 die Hauptrolle im Film Sternenkrieger – Survivor, beide Filme unter der Regie von John Lyde. 2012 spielte sie bereits im Lyde-Film Osombie eine größere Rolle. 2015 war sie in zehn Episoden der Fernsehserie Austentatious als Marianne Dashwood zu sehen. Von 2018 bis 2019 spielte Chuchran in der Fernsehserie Criminal Minds die Rolle der Portia Richards.

## Filmografie
- 2001: Schuss ins Herz (Shot in the Heart) (Fernsehfilm)
- 2001: Emilys Geheimnisse (Little Secrets)
- 2002: Handcart
- 2002: The District – Einsatz in Washington (The District) (Fernsehserie, Episode 3x05)
- 2003: Ein Kater macht Theater (The Cat in the Hat)
- 2004: Girlfriends (Fernsehserie, Episode 4x15)
- 2004: Crossing Jordan – Pathologin mit Profil (Crossing Jordan) (Fernsehserie, Episode 4x07)
- 2005: Little House on the Prairie (Mini-Fernsehserie, 5 Episoden)
- 2005: Without a Trace – Spurlos verschwunden (Without a Trace) (Fernsehserie, Episode 4x07)
- 2006: Reich und Schön (The Bold and the Beautiful) (Fernsehserie, 3 Episoden)
- 2007: Saving Sarah Cain
- 2009: Minor Details
- 2009: Emergency Room – Die Notaufnahme (ER) (Fernsehserie, Episode 15x22)
- 2009: Das Geheimnis des wilden Mustangs (The Wild Stallion)
- 2010: You’re So Cupid!
- 2010: Hunger Games: Katniss & Rue (Kurzfilm)
- 2011: Scents and Sensibility
- 2011: Hunger Games: The Second Quarter Quell (Kurzfilm)
- 2011: Frohe Weihnachten – Jetzt erst recht (A Christmas Wish) (Fernsehfilm)
- 2011: Snow Beast
- 2012: Abide with Me (Kurzfilm)
- 2012: Osombie
- 2012: Einsatz auf vier Pfoten 2 – Das Weihnachtsmärchen geht weiter (12 Dogs of Christmas: Great Puppy Rescue)
- 2013: Body of Proof (Fernsehserie, Episode 3x03)
- 2013: Schattenkrieger – The Shadow Cabal (SAGA – Curse of the Shadow)
- 2013: Storm Rider – Schnell wie der Wind (Storm Rider)
- 2013: Christmas for a Dollar
- 2014: Haunt
- 2014: Sternenkrieger – Survivor (Survivor)
- 2014: Nowhere Safe (Fernsehfilm)
- 2014: Mochila: A Pony Express Adventure (Kurzfilm)
- 2015: Austentatious (Fernsehserie, 10 Episoden)
- 2015: Die Liebe wird dich finden in Charm (Love Finds You in Charm) (Fernsehfilm)
- 2015: Fire City: End of Days
- 2015: Caged to Kill (Riot)
- 2016: Stalked by My Mother (Fernsehfilm)
- 2016: The Death of Eva Sofia Valdez
- 2017: 626 Evolution
- 2018: Runaway Romance (Fernsehfilm)
- 2018: 22 Willowbrook (Kurzfilm)
- 2018: Driven (Fernsehserie, Episode 1x05)
- 2018–2019: Criminal Minds (Fernsehserie, 3 Episoden)
- 2018: Magnum P.I. (Fernsehserie, Episode 1x17)
- 2019: When Vows Break
- 2019: Her World or Mine (Kurzfilm)
- 2019: Swipe Right, Run Left (Fernsehfilm)
- 2021: Blood Pageant
- 2021: Love, Lost & Found (Fernsehfilm)
- 2021: Mistletoe Mixup
- 2022: Double Threat
- 2022: Deadly Yoga Retreat (Fernsehfilm)
- 2023: Night Train
- 2024: A Greek Recipe for Romance (Fernsehfilm)

## Auszeichnungen
Young Artist Awards
- 2008: Beste Hauptdarstellerin in einem Fernsehfilm, Miniserie oder Special (ausgezeichnet)
- 2010: Beste Darstellung in einem DVD-Film (nominiert)
- 2011: Beste Darstellung in einem DVD-Film (nominiert)